# Uncastillo
Uncastillo (aragónul Uncastiello) község Spanyolországban,  Zaragoza tartományban. Uncastillo Sádaba, Layana, Castiliscar, Sos del Rey Católico, Petilla de Aragón, Isuerre, Lobera de Onsella, Luesia és Biota községekkel határos. Lakosainak száma 615 fő (2024).

## Népesség
A település népessége az utóbbi években az alábbiak szerint változott:
| Lakosok száma | 873  | 863  | 819  | 801  | 731  | 688  | 662  | 636  | 628  | 615  |
|               | 2001 | 2004 | 2007 | 2009 | 2012 | 2014 | 2017 | 2019 | 2022 | 2024 |